# Antepipona aurantiaca
Antepipona aurantiaca är en stekelart som beskrevs av Giordani Soika 1982. Antepipona aurantiaca ingår i släktet Antepipona och familjen Eumenidae. Inga underarter finns listade i Catalogue of Life.